# سیارک ۱۹۹۹۹
سیارک ۱۹۹۹۹ (به انگلیسی: 19999 Depardieu، نامگذاری:1991BJ1)۱۹۹۹۹مین سیارک کشف شده‌است که در ۱۸ ژانویه ۱۹۹۱ کشف شد.